# Lijst van rijksmonumenten in Oudewater (plaats)
De plaats Oudewater telt 127 inschrijvingen in het rijksmonumentenregister. Hieronder een overzicht.
| Object | Oorspronkelijke functie?  | Bouwjaar                                                  | Architect                     | Locatie                                   | Coördinaten?                 | Nr.?   | Afbeelding                                                                            |
| --- | ------------------------- | --------------------------------------------------------- | ----------------------------- | ----------------------------------------- | ---------------------------- | ------ | ------------------------------------------------------------------------------------- |
| Hoeve "Vredebest" | Boerderij                 | 17e eeuw                                                  |                               | Ruige Weide bij 43                        | 52° 1' 54" NB, 4° 50' 24" OL | 14119  | Meer afbeeldingen                                                                     |
| Pandje met puntgevel | Woonhuis                  | 17e eeuw                                                  |                               | Amsterdamse Veer 3                        | 52° 1' 31" NB, 4° 52' 15" OL | 32000  | Meer afbeeldingen                                                                     |
| Pandje met trapgevel | Woonhuis                  | 17e eeuw                                                  |                               | Amsterdamse Veer 4                        | 52° 1' 31" NB, 4° 52' 15" OL | 32001  | Meer afbeeldingen                                                                     |
| Pakhuis met trapgevel | Woonhuis                  | 17e eeuw                                                  |                               | Biezenpoortstraat 2                       | 52° 1' 31" NB, 4° 52' 13" OL | 32002  | Meer afbeeldingen                                                                     |
| Pand met trapgevel van het Zuid-Hollandse type met geprofileerde en geblokte vensteromlijstingen, in welker bogen metselmozaïek, geprofileerde natuurstenen waterlijsten, toppilasters op gebeeldhouwde masker | Woonhuis                  | 1611 (jaartal) 1917 (rest.)                               |                               | Donkere Gaard 3                           | 52° 1' 23" NB, 4° 52' 18" OL | 32003  | Meer afbeeldingen                                                                     |
| Pand met trapgevel van het Zuid-Hollandse type | Woonhuis                  | eerste kwart 17e eeuw                                     |                               | Donkere Gaard 4                           | 52° 1' 23" NB, 4° 52' 18" OL | 32004  | Meer afbeeldingen                                                                     |
| Hoekpand onder schilddak dat aan de achterzijde aansluit tegen een puntgevel | Woonhuis                  | late middeleeuwen                                         |                               | Donkere Gaard 13                          | 52° 1' 24" NB, 4° 52' 16" OL | 32005  | Meer afbeeldingen                                                                     |
| Twee panden onder een hoog zadeldak met dakvenster | Woonhuis                  | 18e eeuw                                                  |                               | Donkere Gaard 18                          | 52° 1' 25" NB, 4° 52' 15" OL | 32006  | Meer afbeeldingen                                                                     |
| Pand met gepleisterde en boven ingezwenkte lijstgevel met stucversieringen | Woonhuis                  | derde kwart 19e eeuw                                      |                               | Donkere Gaard 20                          | 52° 1' 25" NB, 4° 52' 14" OL | 32007  | Meer afbeeldingen                                                                     |
| Pakhuis met puntgevel, voorzien van vlechtingen | Woonhuis                  | 18e eeuw                                                  |                               | Donkere Gaard 25                          | 52° 1' 26" NB, 4° 52' 13" OL | 32008  | Meer afbeeldingen                                                                     |
| Pakhuis onder pannen wolfdak, evenwijdig aan de straat | Woonhuis                  | 17e of 18e eeuw                                           |                               | Gasthuissteeg 4                           | 52° 1' 24" NB, 4° 52' 21" OL | 32009  | Meer afbeeldingen                                                                     |
| Hardstenen grenspaal met letters Z.H. en O.W. | Grensafbakening           | 17e eeuw                                                  |                               | Goudse straatweg bij 2                    | 52° 1' 17" NB, 4° 52' 5" OL  | 32010  | Hardstenen grenspaal met letters Z.H. en O.W.                                         |
| Pand op de hoek van de Visbrug met verdieping en verminkte kap | Woonhuis                  | begin 19e eeuw                                            |                               | Havenstraat 1                             | 52° 1' 20" NB, 4° 52' 20" OL | 32011  | Meer afbeeldingen                                                                     |
| Pand met verdieping in de kap | Woonhuis                  | waarschijnlijk 17e eeuw                                   |                               | Havenstraat 5                             | 52° 1' 19" NB, 4° 52' 20" OL | 32012  | Meer afbeeldingen                                                                     |
| Pand met schilddak en eenvoudige lijstgevel | Woonhuis                  | eerste helft 19e eeuw                                     |                               | Havenstraat 7                             | 52° 1' 19" NB, 4° 52' 19" OL | 32013  | Meer afbeeldingen                                                                     |
| Pand met trapgevel van het Zuid-Hollandse type | Woonhuis                  | 1614                                                      |                               | Havenstraat 9                             | 52° 1' 18" NB, 4° 52' 19" OL | 32014  | Meer afbeeldingen                                                                     |
| Pand met verdieping en schilddak | Woonhuis                  | 17e of 18e eeuw                                           |                               | Havenstraat 11                            | 52° 1' 18" NB, 4° 52' 18" OL | 32015  | Meer afbeeldingen                                                                     |
| Pand op de hoek van de Nieuwstraat | Woonhuis                  | 17e eeuw                                                  |                               | Havenstraat 13                            | 52° 1' 18" NB, 4° 52' 18" OL | 32016  | Meer afbeeldingen                                                                     |
| Pand met verminkte trapgevel | Woonhuis                  | eerste helft 17e eeuw                                     |                               | Havenstraat 15                            | 52° 1' 18" NB, 4° 52' 17" OL | 32017  | Meer afbeeldingen                                                                     |
| Pand met verdieping, lage bovenverdieping en verminkte kap | Woonhuis                  | begin 19e eeuw                                            |                               | Havenstraat 2                             | 52° 1' 20" NB, 4° 52' 20" OL | 32018  | Meer afbeeldingen                                                                     |
| Pand met tot puntgevel verminkte trapgevel van het Zuid-Hollandse type | Woonhuis                  | begin 17e eeuw                                            |                               | Havenstraat 4                             | 52° 1' 19" NB, 4° 52' 20" OL | 32019  | Meer afbeeldingen                                                                     |
| Pand met eenvoudige lijstgevel | Woonhuis                  | eerste kwart 19e eeuw                                     |                               | Havenstraat 6                             | 52° 1' 19" NB, 4° 52' 19" OL | 32020  | Meer afbeeldingen                                                                     |
| Pand met dubbele trapgevel | Woonhuis                  | 1621 (gedateerd) 19e eeuw (herb.)                         |                               | Havenstraat 8                             | 52° 1' 19" NB, 4° 52' 19" OL | 32021  | Meer afbeeldingen                                                                     |
| Pand met verdieping en schilddak | Woonhuis                  | midden 19e eeuw                                           |                               | Havenstraat 10                            | 52° 1' 18" NB, 4° 52' 18" OL | 32022  | Meer afbeeldingen                                                                     |
| Pand met tot puntgevel verminkte en gepleisterde trapgevel | Woonhuis                  | waarschijnlijk 17e eeuw                                   |                               | Havenstraat 12                            | 52° 1' 18" NB, 4° 52' 18" OL | 32023  | Meer afbeeldingen                                                                     |
| Pand met hoog zadeldak | Woonhuis                  | 17e eeuw                                                  |                               | Havenstraat 14                            | 52° 1' 18" NB, 4° 52' 17" OL | 32024  | Meer afbeeldingen                                                                     |
| Pand met ingezwenkte gevel verminkte, trapgevel | Woonhuis                  | 17e eeuw                                                  |                               | Havenstraat 16                            | 52° 1' 18" NB, 4° 52' 17" OL | 32025  | Meer afbeeldingen                                                                     |
| Pand met trapgevel van het Zuid-Hollandse type | Woonhuis                  | eerste kwart 17e eeuw                                     |                               | Kapellestraat 5                           | 52° 1' 20" NB, 4° 52' 22" OL | 32026  | Meer afbeeldingen                                                                     |
| Pand met tot puntgevel verminkte trapgevel | Woonhuis                  | 17e eeuw                                                  |                               | Kapellestraat 8                           | 52° 1' 19" NB, 4° 52' 21" OL | 32027  | Meer afbeeldingen                                                                     |
| Pand met verdieping en schilddak | Woonhuis                  | derde kwart 19e eeuw                                      |                               | Kapellestraat 20                          | 52° 1' 18" NB, 4° 52' 22" OL | 32028  | Pand met verdieping en schilddak                                                      |
| Pand met verdieping en omlopend schilddak | Woonhuis                  | tweede kwart 19e eeuw                                     |                               | Kapellestraat 22                          | 52° 1' 17" NB, 4° 52' 22" OL | 32029  | Pand met verdieping en omlopend schilddak                                             |
| Koorsluiting van de laat-gotische kapel | Kapel                     | eerste helft 17e eeuw                                     |                               | Kapellestraat 24                          | 52° 1' 17" NB, 4° 52' 22" OL | 32030  | Meer afbeeldingen                                                                     |
| Pand met hoog zadeldak en eenvoudige puntgevel met vlechtingen | Boerderij                 | 17e eeuw                                                  |                               | Kapellestraat 30                          | 52° 1' 16" NB, 4° 52' 25" OL | 32031  | Meer afbeeldingen                                                                     |
| Pand met verdieping en schilddak, dat aan de achterzijde aansluit tegen een puntgevel | Woonhuis                  | eerste kwart 17e eeuw                                     |                               | Korte Havenstraat 1                       | 52° 1' 21" NB, 4° 52' 21" OL | 32032  | Meer afbeeldingen                                                                     |
| Pand met schilddak, dat aan de achterzijde aansluit tegen een puntgevel met ontlastingsbogen | Woonhuis                  | 17e eeuw                                                  |                               | Korte Havenstraat 3                       | 52° 1' 21" NB, 4° 52' 21" OL | 32033  | Meer afbeeldingen                                                                     |
| Pand op de hoek van de Oude Huigensteeg | Woonhuis                  | waarschijnlijk 17e eeuw (bouw) ca. 1930 (gevel vernieuwd) |                               | Korte Havenstraat 2                       | 52° 1' 21" NB, 4° 52' 22" OL | 32034  | Meer afbeeldingen                                                                     |
| Pand met verdieping en schilddak | Woonhuis                  | derde kwart 19e eeuw                                      |                               | Korte Havenstraat 4                       | 52° 1' 21" NB, 4° 52' 21" OL | 32035  | Meer afbeeldingen                                                                     |
| Pand met eenvoudige, gepleisterde lijstgevel, van karakter derde kwart 19e eeuw | Woonhuis                  | derde kwart 19e eeuw                                      |                               | Korte Havenstraat 6                       | 52° 1' 21" NB, 4° 52' 21" OL | 32036  | Meer afbeeldingen                                                                     |
| Pand met gepleisterde, ingezwenkte gevel, vermoedelijk 17e eeuw | Woonhuis                  | vermoedelijk 17e eeuw                                     |                               | Korte Havenstraat 8                       | 52° 1' 21" NB, 4° 52' 21" OL | 32037  | Meer afbeeldingen                                                                     |
| Pand met schilddak, gepleisterde gevel met ingezwenkte zijkanten en houten kroonlijst | Werk-woonhuis             | mogelijk 17e eeuw                                         |                               | Korte Havenstraat 14                      | 52° 1' 22" NB, 4° 52' 21" OL | 32038  | Pand met schilddak, gepleisterde gevel met ingezwenkte zijkanten en houten kroonlijst |
| Pand met schilddaken gevel met ingezwenkte zijkanten en houten kroonlijst | Woonhuis                  | waarschijnlijk 17e eeuw (bouw) begin 19e eeuw             |                               | Korte Havenstraat 16                      | 52° 1' 22" NB, 4° 52' 21" OL | 32039  | Meer afbeeldingen                                                                     |
| Pand met schilddak en brede gevel met ingezwenkte zijkanten en houten kroonlijst | Woonhuis                  | vermoedelijk 17e eeuw                                     |                               | Kromme Haven 1                            | 52° 1' 28" NB, 4° 52' 11" OL | 32040  | Meer afbeeldingen                                                                     |
| Stenen schuur | Kerk en kerkonderdeel     | waarschijnlijk midden 17e eeuw                            |                               | Kromme Haven 2                            | 52° 1' 28" NB, 4° 52' 11" OL | 32041  | Meer afbeeldingen                                                                     |
| Pand op de hoek van de Biezenpoortstraat, bestaande uit een middengedeelte onder een schilddak, evenwijdig aan de straat, geflankeerd door twee hoger opgetrokken hoekpartijen onder schilddaken, die loodrec  | Woonhuis                  | 18e eeuw (indruk)                                         |                               | Kromme Haven 13                           | 52° 1' 30" NB, 4° 52' 12" OL | 32042  | Meer afbeeldingen                                                                     |
| Pand met zadeldak en puntgevel met vlechtingen | Boerderij                 | 17e of 18e eeuw                                           |                               | Kromme Haven 12                           | 52° 1' 30" NB, 4° 52' 12" OL | 32043  | Meer afbeeldingen                                                                     |
| Landgerekt pand onder schildpad | Werk-woonhuis             | 17e of 18e eeuw (pand) derde kwart 19e eeuw (kroonlijst)  |                               | Leeuweringerstraat 11                     | 52° 1' 25" NB, 4° 52' 18" OL | 32044  | Meer afbeeldingen                                                                     |
| Linker gedeelte van een uit drie onderdelen bestaand pand met verdieping en schilddak | Werk-woonhuis             | derde kwart 19e eeuw                                      |                               | Leeuweringerstraat 13                     | 52° 1' 25" NB, 4° 52' 17" OL | 32045  | Meer afbeeldingen                                                                     |
| Middendeel van een uit drie onderdelen bestaand pand met verdieping en schilddak | Werk-woonhuis             | derde kwart 19e eeuw                                      |                               | Leeuweringerstraat 15                     | 52° 1' 25" NB, 4° 52' 17" OL | 32046  | Meer afbeeldingen                                                                     |
| Rechterdeel van een uit drie onderdelen bestaand pand met verdieping en schilddak | Werk-woonhuis             | derde kwart 19e eeuw                                      |                               | Leeuweringerstraat 17                     | 52° 1' 26" NB, 4° 52' 17" OL | 32047  | Meer afbeeldingen                                                                     |
| Pand met zolderverdieping en hoog wolfdak, blijkens een gevelsteen daterend | Woonhuis                  | 1603 (gevelsteen)                                         |                               | Leeuweringerstraat 37                     | 52° 1' 27" NB, 4° 52' 16" OL | 32048  | Meer afbeeldingen                                                                     |
| Pand met verdieping en hoog schilddak met topschoorstenen, haaks op de straat | Woonhuis                  | tweede kwart 19e eeuw                                     |                               | Leeuweringerstraat 43                     | 52° 1' 28" NB, 4° 52' 15" OL | 32049  | Meer afbeeldingen                                                                     |
| Pand met tot klokgevel gewijzigde trapgevel | Woonhuis                  | 17e eeuw                                                  |                               | Leeuweringerstraat 51                     | 52° 1' 28" NB, 4° 52' 15" OL | 32050  | Meer afbeeldingen                                                                     |
| Monumentaal pand met verdieping en hoog zadeldak tussen puntgevels | Woonhuis                  | 16e eeuw                                                  |                               | Leeuweringerstraat 55                     | 52° 1' 28" NB, 4° 52' 14" OL | 32051  | Meer afbeeldingen                                                                     |
| Pand met zadeldak, aan de rechterzijde met wolfeind | Woonhuis                  | 18e eeuw (bouw) derde kwart 19e eeuw (voorgevel)          |                               | Leeuweringerstraat 63                     | 52° 1' 29" NB, 4° 52' 14" OL | 32052  | Meer afbeeldingen                                                                     |
| Waag (Oudewater) | Overheidsgebouw           | 1595 (bouw) 1938 (reconstructie)                          |                               | Leeuweringerstraat 2                      | 52° 1' 24" NB, 4° 52' 20" OL | 32053  | Meer afbeeldingen                                                                     |
| Pastorie der oud-katholieke kerk | Kerkelijke dienstwoning   | midden 19e eeuw                                           |                               | Leeuweringerstraat 10                     | 52° 1' 24" NB, 4° 52' 20" OL | 32054  | Meer afbeeldingen                                                                     |
| Oudkatholieke Kerk Oudewater | Kerk en kerkonderdeel     | 1882                                                      | Wijngaarden, C. van           | Leeuweringerstraat 12                     | 52° 1' 25" NB, 4° 52' 20" OL | 32055  | Meer afbeeldingen                                                                     |
| Pand, met schilddak en gepleisterde gevel onder rechte lijst | Woonhuis                  | 17e eeuw                                                  |                               | Leeuweringerstraat 46                     | 52° 1' 27" NB, 4° 52' 17" OL | 32056  | Meer afbeeldingen                                                                     |
| Pand met trapgevel van het Zuid-Hollandse type met geprofileerde waterlijsten, geblokte vensternissen met afgeschuinde dagkanten en vlechtwerk in de boogtrommels, alsmede versierde toppilasters op ma        | Woonhuis                  | 1640                                                      |                               | Markt-Oostzijde 2                         | 52° 1' 23" NB, 4° 52' 21" OL | 32057  | Meer afbeeldingen                                                                     |
| Pand met trapgevel van het Zuid-Hollandse type | Woonhuis                  | eerste helft 17e eeuw                                     |                               | Markt-Oostzijde 4                         | 52° 1' 23" NB, 4° 52' 21" OL | 32058  | Meer afbeeldingen                                                                     |
| Pand met twee verdiepingen en lijstgevel met geprofileerde en van kuiven voorziene vensteromlijstingen | Woonhuis                  | derde kwart 19e eeuw                                      |                               | Markt-Oostzijde 8                         | 52° 1' 23" NB, 4° 52' 21" OL | 32059  | Meer afbeeldingen                                                                     |
| Pand met verdieping en schilddak | Woonhuis                  | midden 19e eeuw                                           |                               | Markt-Oostzijde 10                        | 52° 1' 23" NB, 4° 52' 21" OL | 32060  | Meer afbeeldingen                                                                     |
| Pand op de hoek van de Gasthuissteeg 'Arminiushuis' | Woonhuis                  | 1601 (datering) ca. 1962 (rest.)                          |                               | Markt-Oostzijde 14                        | 52° 1' 24" NB, 4° 52' 20" OL | 32061  | Meer afbeeldingen                                                                     |
| Pand met verdieping en schilddak | Woonhuis                  | 17e eeuw                                                  |                               | Markt-Westzijde 5                         | 52° 1' 23" NB, 4° 52' 19" OL | 32062  | Meer afbeeldingen                                                                     |
| Gepleisterd pand op de hoek van de Marktstraat | Woonhuis                  | 17e eeuw                                                  |                               | Markt-Westzijde 7                         | 52° 1' 23" NB, 4° 52' 19" OL | 32063  | Meer afbeeldingen                                                                     |
| Pand met trapgevel | Woonhuis                  | 17e eeuw                                                  |                               | Marktstraat 5                             | 52° 1' 22" NB, 4° 52' 18" OL | 32064  | Meer afbeeldingen                                                                     |
| Pand met brede trapgevel | Woonhuis                  | 17e eeuw                                                  |                               | Marktstraat 39                            | 52° 1' 21" NB, 4° 52' 15" OL | 32065  | Pand met brede trapgevel                                                              |
| Pand met brede trapgevel | Woonhuis                  | 17e eeuw                                                  |                               | Marktstraat 41                            | 52° 1' 21" NB, 4° 52' 15" OL | 32066  | Meer afbeeldingen                                                                     |
| Sint Michaelskerk | Kerk en kerkonderdeel     | 15e eeuw                                                  |                               | Noorder-Kerkstraat tegenover 2            | 52° 1' 20" NB, 4° 52' 13" OL | 32067  | Meer afbeeldingen                                                                     |
| Toren Sint Michaelskerk | Kerk en kerkonderdeel     | ca. 1300                                                  |                               | Noorder-Kerkstraat tegenover 2            | 52° 1' 20" NB, 4° 52' 11" OL | 32068  | Meer afbeeldingen                                                                     |
| Pandje met trapgevel | Woonhuis                  | eerste helft 17e eeuw                                     |                               | Noorder-Kerkstraat 20                     | 52° 1' 21" NB, 4° 52' 11" OL | 32069  | Meer afbeeldingen                                                                     |
| Pandje met eenvoudige trapgevel | Woonhuis                  | eerste helft 17e eeuw                                     |                               | Noorder-Kerkstraat 22                     | 52° 1' 21" NB, 4° 52' 11" OL | 32070  | Meer afbeeldingen                                                                     |
| Pand op de hoek van de noord-ijsselkade onder zadeldak, dat aan de westzijde afgewolfd is en aan de oostzijde aansluit tegen een puntgevel                                                                     | Woonhuis                  |                                                           |                               | Noord-IJsselkade 9                        | 52° 1' 21" NB, 4° 52' 11" OL | 32071  | Meer afbeeldingen                                                                     |
| Pand zonder verdieping en met gewijzigd zadeldak, waarin aan de voorzijde twee dakkapellen | Woonhuis                  | 17e of 18e eeuw                                           |                               | Peperstraat 8                             | 52° 1' 21" NB, 4° 52' 20" OL | 32072  | Meer afbeeldingen                                                                     |
| Pand met verminkte trapgevel | Woonhuis                  | eerste helft 17e eeuw                                     |                               | Peperstraat 9                             | 52° 1' 22" NB, 4° 52' 19" OL | 32073  | Meer afbeeldingen                                                                     |
| Pand zonder verdieping en met schilddak | Woonhuis                  | 17e of 18e eeuw                                           |                               | Peperstraat 10                            | 52° 1' 21" NB, 4° 52' 20" OL | 32074  | Meer afbeeldingen                                                                     |
| Pand met gewijzigd schilddak | Woonhuis                  | 18e eeuw                                                  |                               | Peperstraat 12                            | 52° 1' 22" NB, 4° 52' 20" OL | 32075  | Meer afbeeldingen                                                                     |
| Pand met gewijzigd schilddak | Woonhuis                  | 18e eeuw                                                  |                               | Peperstraat 14                            | 52° 1' 22" NB, 4° 52' 20" OL | 32076  | Meer afbeeldingen                                                                     |
| Gepleisterd hoekpand onder gewijzigd wolfdak en een ingezwenkte gevel onder rechte kroonlijst | Woonhuis                  | 17e eeuw                                                  |                               | Peperstraat 16                            | 52° 1' 22" NB, 4° 52' 20" OL | 32077  | Meer afbeeldingen                                                                     |
| Pand met trapgevel | Woonhuis                  | eerste kwart 17e eeuw                                     |                               | Rodezand 11                               | 52° 1' 22" NB, 4° 52' 10" OL | 32078  | Meer afbeeldingen                                                                     |
| Pand met eenvoudige puntgevel met rollaag | Woonhuis                  | 17e eeuw (oorsprong)                                      |                               | Rodezand 12                               | 52° 1' 23" NB, 4° 52' 11" OL | 32079  | Meer afbeeldingen                                                                     |
| Pand met gerestaureerde trapgevel | Woonhuis                  | eerste helft 17e eeuw                                     |                               | Rodezand 32                               | 52° 1' 24" NB, 4° 52' 10" OL | 32080  | Meer afbeeldingen                                                                     |
| Hoekpandje onder schilddak | Woonhuis                  | 18e eeuw                                                  |                               | Romeijnstraat 1                           | 52° 1' 19" NB, 4° 52' 16" OL | 32081  | Meer afbeeldingen                                                                     |
| Pand met twee dakkapellen en kroonlijst | Werk-woonhuis             | 17e eeuw (oorsprong)                                      |                               | Rootstraat 30                             | 52° 1' 23" NB, 4° 52' 13" OL | 32082  | Meer afbeeldingen                                                                     |
| Stadhuis van Oudewater | Bestuursgebouw en onderdl | 1588 (bouw) 1887 (vernieuwd)                              |                               | Visbrug 1                                 | 52° 1' 20" NB, 4° 52' 21" OL | 32083  | Meer afbeeldingen                                                                     |
| Pand, bestaande uit twee vleugels, elk onder een schilddak, op de hoek van de Korte Havenstraat | Woonhuis                  | 1847 (linkerdeel) 1861 (rechterdeel)                      |                               | Visbrug 2                                 | 52° 1' 20" NB, 4° 52' 20" OL | 32084  | Meer afbeeldingen                                                                     |
| Pand op de hoek van de Peperstraat | Woonhuis                  | 17e eeuw                                                  |                               | Visbrug 4                                 | 52° 1' 20" NB, 4° 52' 19" OL | 32085  | Meer afbeeldingen                                                                     |
| Pand onder afgewolfd dak | Woonhuis                  | 16e of 17e eeuw                                           |                               | Wijdstraat 3                              | 52° 1' 20" NB, 4° 52' 19" OL | 32086  | Meer afbeeldingen                                                                     |
| Huis "De Ark" | Woonhuis                  | 1615 (datering)                                           |                               | Wijdstraat 11                             | 52° 1' 20" NB, 4° 52' 18" OL | 32087  | Meer afbeeldingen                                                                     |
| Pand met trapgevel | Woonhuis                  | 1646 (jaartal)                                            |                               | Wijdstraat 17                             | 52° 1' 19" NB, 4° 52' 17" OL | 32088  | Meer afbeeldingen                                                                     |
| Pand met gepleisterde puntgevel | Woonhuis                  | waarschijnlijk 17e eeuw                                   |                               | Wijdstraat 21                             | 52° 1' 19" NB, 4° 52' 16" OL | 32089  | Meer afbeeldingen                                                                     |
| Pand op de hoek van de Romeijnstraat | Woonhuis                  | 1587 (datering)                                           |                               | Wijdstraat 25                             | 52° 1' 19" NB, 4° 52' 16" OL | 32090  | Meer afbeeldingen                                                                     |
| Pand met eenvoudige trapgevel | Woonhuis                  | 17e eeuw                                                  |                               | Wijdstraat 8                              | 52° 1' 20" NB, 4° 52' 18" OL | 32091  | Meer afbeeldingen                                                                     |
| Pand met trapgevel (gesloopt?) | Woonhuis                  | eerste helft 17e eeuw                                     |                               | Wijdstraat 10                             | 52° 1' 21" NB, 4° 52' 17" OL | 32092  | Meer afbeeldingen                                                                     |
| Herenhuis met sobere lijstgevel | Woonhuis                  | waarschijnlijk 16e eeuw (oorsprong)                       |                               | Wijdstraat 16                             | 52° 1' 20" NB, 4° 52' 17" OL | 32093  | Meer afbeeldingen                                                                     |
| Pand met tot puntgevel gewijzigde trapgevel van het Zuid-Hollandse type | Woonhuis                  | eerste helft 17e eeuw                                     |                               | Wijdstraat 26A                            | 52° 1' 20" NB, 4° 52' 16" OL | 32094  | Meer afbeeldingen                                                                     |
| Pand met tot puntgevel gewijzigde trapgevel van het Zuid-Hollandse type | Woonhuis                  | 1643 (datering)                                           |                               | Wijdstraat 28                             | 52° 1' 20" NB, 4° 52' 16" OL | 32095  | Meer afbeeldingen                                                                     |
| Pand op de hoek van de Zuider Kerkstraat | Woonhuis                  | eerste helft 17e eeuw                                     |                               | Wijdstraat 30                             | 52° 1' 20" NB, 4° 52' 15" OL | 32096  | Meer afbeeldingen                                                                     |
| Pand met trapgevel van het Zuid-Hollandse type | Woonhuis                  | eerste helft 17e eeuw                                     |                               | IJsselvere 1                              | 52° 1' 16" NB, 4° 52' 15" OL | 32097  | Meer afbeeldingen                                                                     |
| Pand met trapgevel van het Zuid-Hollandse type | Woonhuis                  | 1633 (datering)                                           |                               | IJsselvere 3                              | 52° 1' 16" NB, 4° 52' 14" OL | 32098  | Meer afbeeldingen                                                                     |
| Pand met eenvoudige trapgevel | Woonhuis                  | 17e eeuw                                                  |                               | IJsselvere 6                              | 52° 1' 17" NB, 4° 52' 14" OL | 32099  | Meer afbeeldingen                                                                     |
| Pand met gerestaureerde trapgevel van het Zuid-Hollandse type | Woonhuis                  | eerste helft 17e eeuw                                     |                               | IJsselvere 10                             | 52° 1' 17" NB, 4° 52' 13" OL | 32100  | Meer afbeeldingen                                                                     |
| Dwarshuis met verdieping en zadeldak, evenwijdig aan de straat, tussen puntgevels | Woonhuis                  | eerste helft 17e eeuw                                     |                               | Zuider-Kerkstraat 2                       | 52° 1' 20" NB, 4° 52' 15" OL | 32101  | Meer afbeeldingen                                                                     |
| Dwarshuis met verdieping en zadeldak, evenwijdig aan de straat, tussen puntgevels | Werk-woonhuis             | eerste helft 17e eeuw                                     |                               | Zuider-Kerkstraat 4                       | 52° 1' 20" NB, 4° 52' 15" OL | 32102  | Meer afbeeldingen                                                                     |
| Stadsgracht | Waterweg, werf en haven   | 17e eeuw                                                  |                               | Stadsgracht nabij Nieuwe Singel           | 52° 1' 23" NB, 4° 52' 30" OL | 32103  | Stadsgracht                                                                           |
| Marktbrug met ijzeren hekken | Brug                      |                                                           |                               | Marktbrug Markt Oostzijde/Markt Westzijde | 52° 1' 23" NB, 4° 52' 21" OL | 32104  | Meer afbeeldingen                                                                     |
| Gemetselde boogbrug tussen de Linschoterkade en de Zuid-linschoterdijk | Brug                      |                                                           |                               | Boogbrug Amsterdams Veer/Vinkenbuurt      | 52° 1' 31" NB, 4° 52' 16" OL | 32105  | Meer afbeeldingen                                                                     |
| Visbrug met ijzeren hekken | Brug                      |                                                           |                               | Visbrug bij Visburg                       | 52° 1' 19" NB, 4° 52' 18" OL | 32106  | Meer afbeeldingen                                                                     |
| Gemetselde boogbrug met ijzeren balusterleuningen | Brug                      | 1767                                                      |                               | Boogbrug verlengde Leeuweringerstraat     | 52° 1' 30" NB, 4° 52' 14" OL | 32107  | Meer afbeeldingen                                                                     |
| IJzeren ophaalbrug | Brug                      | 1760 (opschrift)                                          |                               | Brug Havenstraat/IJsselvere               | 52° 1' 16" NB, 4° 52' 17" OL | 32108  | Meer afbeeldingen                                                                     |
| Ruïne van het Huis te Vliet | Kasteel, buitenplaats     | middeleeuwen                                              |                               | Goudse straatweg bij 67                   | 52° 1' 7" NB, 4° 51' 30" OL  | 32109  | Meer afbeeldingen                                                                     |
| Touwfabriek G. van der Lee: Touwbaan | Nijverheid                | 1880-1890                                                 |                               | Hekendorperweg bij 36                     | 52° 1' 34" NB, 4° 51' 33" OL | 517460 | Meer afbeeldingen                                                                     |
| Touwfabriek G. van der Lee: Fabriekshal | Industrie                 | 1880-1920                                                 |                               | Hekendorperweg 36                         | 52° 1' 37" NB, 4° 51' 31" OL | 517461 | Meer afbeeldingen                                                                     |
| Touwfabriek G. van der Lee: Fabrieksschoorsteen | Industrie                 | 1880-1920                                                 |                               | Hekendorperweg bij 36                     | 52° 1' 38" NB, 4° 51' 30" OL | 517462 | Meer afbeeldingen                                                                     |
| Sint-Franciscuskerk | Kerk en kerkonderdeel     | 1881                                                      |                               | Kapellestraat 13                          | 52° 1' 19" NB, 4° 52' 25" OL | 517464 | Meer afbeeldingen                                                                     |
| Pastorie met tussenlid aan de noordzijde | Kerkelijke dienstwoning   | 1881                                                      |                               | Kapellestraat 15                          | 52° 1' 19" NB, 4° 52' 25" OL | 517465 | Meer afbeeldingen                                                                     |
| Weegbrug met weeghuisje | Handel en kantoor         | 1930                                                      |                               | Arminiusplein 12                          | 52° 1' 24" NB, 4° 52' 6" OL  | 517466 | Weegbrug met weeghuisje                                                               |
| Herenhuis, gebouwd als pastorie van de Nederlands hervormde gemeente | Kerkelijke dienstwoning   | 1880                                                      |                               | Donkere Gaard 30                          | 52° 1' 27" NB, 4° 52' 11" OL | 517467 | Meer afbeeldingen                                                                     |
| Landhuis | Werk-woonhuis             | 1926                                                      | Herman van der Kloot Meijburg | Goudse straatweg 23                       | 52° 1' 17" NB, 4° 51' 58" OL | 517468 | Meer afbeeldingen                                                                     |
| Patronaatsgebouw St Antonius | Vergadering en vereniging | 1916                                                      |                               | Kapellestraat 1                           | 52° 1' 20" NB, 4° 52' 22" OL | 517471 | Meer afbeeldingen                                                                     |
| Schoolgebouw | Onderwijs en wetenschap   | 1882                                                      |                               | Kapellestraat 37                          | 52° 1' 16" NB, 4° 52' 28" OL | 517472 | Meer afbeeldingen                                                                     |
| Theekoepel | Tuin, park en plantsoen   | 1880                                                      |                               | Oude Hekendorperweg 2                     | 52° 1' 26" NB, 4° 52' 0" OL  | 517473 | Meer afbeeldingen                                                                     |
| Hervormde Begraafplaats: toegangshek | Erfscheiding              | 1829                                                      |                               | Waardsedijk 106                           | 52° 1' 17" NB, 4° 52' 37" OL | 517475 | Meer afbeeldingen                                                                     |
| Hervormde Begraafplaats: mausoleum | Begraafplaats en -onderdl | 1895                                                      |                               | Waardsedijk bij 106                       | 52° 1' 17" NB, 4° 52' 37" OL | 517476 | Meer afbeeldingen                                                                     |
| Winkelwoonhuis in neorenaissance stijl opgetrokken | Werk-woonhuis             | 1905                                                      |                               | Wijdstraat 9                              | 52° 1' 20" NB, 4° 52' 18" OL | 517477 | Meer afbeeldingen                                                                     |
| Winkelwoonhuis | Werk-woonhuis             | 1902                                                      |                               | Wijdstraat 19                             | 52° 1' 19" NB, 4° 52' 17" OL | 517478 | Meer afbeeldingen                                                                     |
| Smeedijzeren hekwerk | Erfscheiding              | 1829 (geplaatst) 1922 (uitgebreid)                        |                               | Waardsedijk 211                           | 52° 1' 13" NB, 4° 52' 37" OL | 517479 | Meer afbeeldingen                                                                     |